# Solastalgie
Solastalgie je neologismus, který popisuje formu citové nebo existenciální tísně způsobené změnami životního prostředí. Nejlépe je popsána jako negativně vnímaná změna v životním prostředí, ve kterém žijeme a které je nám blízké. Slovo bylo poprvé použito filosofem Glennem Albrechtem v roce 2005  a bylo vytvořeno kombinací latinského slova sōlācium (pohodlí) a řeckého algie (bolest). Albrecht ji popisuje jako „stesk po domově, který vás přepadne, i když jste stále doma“, pokud se vaše domácí prostředí mění způsobem, který je vám nepříjemný. V mnoha případech jsou příčinami globální klimatické změny, ale solastalgii mohou způsobit i lokální události, jako jsou sopečné erupce, sucho nebo destruktivní těžební techniky. Na rozdíl od stesku po domově, solastalgie odkazuje na úzkost specificky způsobenou změnami životního prostředí. V roce 2015 lékařský časopis The Lancet zahrnul solastalgii do svého konceptu příčin přispívajících k negativnímu dopadu změny klimatu na lidské zdraví.

## Solastalgie v různých souvislostech
Článek publikovaný Albrechtem a kol. v roce 2005 se zaměřil na dvě souvislosti z Nového Jižního Walesu : zkušenost s přetrvávajícím suchem ve venkovských oblastech a dopad rozsáhlé těžby uhlí na jednotlivce v oblasti Upper Hunter Valley. V obou případech měli lidé vystavení změnám životního prostředí negativní reakce vyvolané pocitem bezmocnosti nad vyvíjejícími se změnami prostředí. Ztráta jistoty komunity ve dříve předvídatelném prostředí je běžná u skupin, které vyjadřují solastalgii. U společností, jejichž život není úzce spjat s jejich prostředím, je pravděpodobnost vyjadřování solastalgie nízká, a naopak společnosti, které jsou úzce spjaty s jejich prostředím, jsou více citlivé.  Skupiny, které jsou silně závislé na provázanosti svého způsobu života, zejména zemědělství, s životním prostředím, jsou považovány za zvláště zranitelné. Existuje mnoho příkladů v celé Africe, kde agrární komunity ztratily životně důležité zdroje v důsledku změn životního prostředí. To vedlo v posledních letech ke zvýšení počtu environmentálních uprchlíků z Afriky. Solastalgie má menší vliv na bohatší populace. Studie provedená po zničujících lesních požárech v západních Spojených státech ukázala, že rodiny s vyššími příjmy pociťují účinky solastalgie významně méně, než jejich sousedé s nižšími příjmy. Důvodem je flexibilita, kterou může poskytnout bohatství. V tomto případě se bohaté rodiny dokázaly přestěhovat nebo přestavěly své domovy, čímž se u nich snížila životní nejistota způsobená požárem. Jiné studie podpořily existenci solastalgie v appalachijských komunitách, zasažených praktikami těžby uhlí na vrcholcích hor. Komunity nacházející se v těsné blízkosti těžby uhlí zaznamenaly výrazně vyšší míru deprese než ty, které se nacházely dále od těchto lokalit.